# Алинци (Прилеп)
Алинци (мкд. Алинци) су насеље у Северној Македонији, у јужном делу државе. Алинци припадају општини Прилеп.

## Географија
Насеље Алинци су смештени у јужном делу Северне Македоније. Од најближег већег града, Прилепа, насеље је удаљено 12 km југозападно.
Алинци се налазе у средишњем делу Пелагоније, највеће висоравни Северне Македоније. Село је смештено у средишњем делу поља, а најближа планина је Селечка планина, 10 km источно. надморска висина насеља је приближно 660 метара.
Клима у насељу је континентална.

## Становништво
По попису становништва из 2002. године, Алинци су имали 238 становника.
Претежно становништво у насељу су етнички Македонци (100%).
Већинска вероисповест у насељу је православље.